# David Prats Rocero
David Prats Rocero, dit Prats, est un ancien footballeur espagnol né le 3 avril 1979 à Barcelone ( Espagne). Il évoluait au poste d'attaquant.

## Biographie
David Prats dispute 67 matchs en deuxième division espagnole sous les couleurs du Polideportivo Ejido, inscrivant 11 buts dans ce championnat.

## Carrière
- FC Barcelone C
- 2000-2001 :  Terrassa FC
- 2001-2002 :  Mataró
- 2002-2005 :  Polideportivo Ejido
- 2005 :  Girona FC
- 2005-2011 :  Club de Fútbol Badalona
- 2011-2012 :  CE L'Hospitalet
- 2012-  :  Unió Esportiva Sant Andreu[1]